# True Sound of the Underground
Albums de Sister Sin
Switchblade Serenades
(2008) Now and Forever
(2012)
True Sound of the Underground est le nom du troisième album du groupe de hard rock suédois Sister Sin. Contenant 11 titres, il est sorti le 21 juin 2010 sur le label Victory Records. Trois clips vidéo ont été créés pour des titres de cet album (Sound of the Underground, Outrage et 24/7).

## Liste des titres
| No  | Titre                    | Durée |
| --- | ------------------------ | ----- |
| 1.  | Sound of the Underground | 3:32  |
| 2.  | Outrage                  | 3:26  |
| 3.  | Better Than Them         | 3:32  |
| 4.  | 24/7                     | 3:58  |
| 5.  | Heading for Hell         | 3:41  |
| 6.  | I Stand Alone            | 4:08  |
| 7.  | Built to Last            | 3:24  |
| 8.  | The Devil I Know         | 3:25  |
| 9.  | Times Aren't a Changing  | 2:55  |
| 10. | Nailbiter                | 3:32  |
| 11. | Beat'Em Down             | 3:29  |

## Membres du groupe
- Liv Jagrell - Chant
- Jimmy Hiltula - Guitare
- Benton Wiberg - Basse
- Dave Sundberg - Batterie